# Groningen (provins)
Groningen er en nederlandsk provins, beliggende i den nordlige del af Nederlandene.
Provinsen grænser op til Drenthe mod syd, Friesland mod vest, Vadehavet mod nord og Tyskland mod øst. Groningen har et samlet areal på 2.960 km2, landareal på 2.333,28 km2 og vandareal på 627 km2. Provinsen har 584.094 indbyggere (1. januar 2019).
Groningens hovedstad og største by hedder også Groningen, hvor den lokale provinsadministration holder til. Kongens kommissær (nederlandsk: Commissaris van de Koning) i Groningen er René Paas.

## Geografi
Groningen ligger i den nordlige del af Nederlandene. Den grænser op til Vadehavet i nord, Friesland i vest og Drenthe i syd. I øst grænser Groningen op til de tyske landkreise Emsland og Leer i delstaten Niedersachsen.
Groningen er Nederlandenes syvende største provins. Den har et samlet areal på 2.960 km2, hvoraf 627 km2 udgøres af vand. Eksklusive vand er Groningen Nederlandenes ottende største provins.

### Underinddelinger
Groningen er opdelt i tre COROP-områder: Østgroningen, Stordelfzijl og Øvrige Groningen. COROP-enhederne bruges af staten i forbindelse med statistik og analyse.
Groningen består af 10 kommuner (2021). Groningen er provinsens folkerigeste kommune, mens Het Hogeland arealmæssigt er den største kommune i Groningen. Pekela har det laveste indbyggertal og mindste areal.
| Kommune          | Indbyggere | Areal      | COROP-område     |
| ---------------- | ---------- | ---------- | ---------------- |
| Eemsdelta        | 45.749     | 268,30 km2 | Stordelfzijl     |
| Groningen        | 234.649    | 168,93 km2 | Øvrige Groningen |
| Het Hogeland     | 49.479     | 485,72 km2 | Øvrige Groningen |
| Midden-Groningen | 60.953     | 295,8 km2  | Øvrige Groningen |
| Oldambt          | 38.087     | 227,80 km2 | Østgroningen     |
| Pekela           | 12.186     | 49,10 km2  | Østgroningen     |
| Stadskanaal      | 31.928     | 117,67 km2 | Østgroningen     |
| Veendam          | 27.441     | 76,07 km2  | Østgroningen     |
| Westerkwartier   | 62.819     | 362,61 km2 | Øvrige Groningen |
| Westerwolde      | 25.000     | 267,01 km2 | Østgroningen     |

## Demografi
Groningen har et indbyggertal på 590.234 (1. januar 2022) og en befolkningstæthed på 253 pr. km2. Det er Nederlandenes fjerde mindste provins målt på antal indbyggere. Groningen har desuden Nederlandenes fjerde laveste befolkningstæthed. Kun Zeeland, Flevoland og Drenthe har færre indbyggere. Groningen er provinsens folkerigeste kommune.

## Politik
Provinsrådet i Groningen (nederlandsk: Provinciale Staten) består af 43 medlemmer med kongens kommissær i spidsen. Den nuværende kommissær er René Paas fra Kristendemokratisk Appel (CDA). Han afløste Max van den Berg (2007-2016) fra Arbejderpartiet (PvdA) 18. april 2016. Groningens provinsråd vælges af Groningens indbyggere, mens kommissæren udpeges af kongen og den nederlandske regering. SP er med 8 sæder det største parti i provinsrådet. Den daglige ledelse varetages af en lille styrelse (nederlandsk: Gedeputeerde Staten), hvis medlemmer (nederlandsk: gedeputeerden) kan sammenlignes med ministrene i en regering. Styrelsen ledes af kommissæren.

## Personer fra Groningen

### Politik
- Sicco Mansholt, politiker og forhenværende formand for Europa-Kommissionen
- Johan Remkes, kongens kommissær i Noord-Holland og forhenværende minister under Jan Peter Balkenende
- Henk Bleker, forhenværende minister under Mark Rutte
- Sharon Dijksma, forhenværende minister under Jan Peter Balkenende og Mark Rutte
- Klaas Knot, formand for De Nederlandsche Bank
- Pete Hoekstra, amerikansk politiker

### Kunst
- Wim Crouwel, grafisk designer
- Cornelis Dopper, dirigent og komponist
- Albert Eckhout, billedkunstner
- Ede Staal, singer-songwriter
- Jozef Israëls, billedkunstner
- Freek de Jonge, revyskuespiller
- Gerrit Krol, forfatter
- Wim T. Schippers, kunstner, komiker og skuespiller
- Hendrik Willem Mesdag, billedkunstner
- Willem Frederik Hermans, forfatter
- Jan Altink, billedkunstner

### Videnskab
- Daniel Bernoulli, matematiker og fysiker
- Heike Kamerlingh Onnes, fysiker
- Johan Huizinga, historiker

### Sport
- Jurrie Koolhof, forhenværende fodboldspiller
- Jan Mulder, forhenværende fodboldspiller
- Arjen Robben, fodboldspiller
- Renate Groenwold, skøjteløber
- Ranomi Kromowidjojo, svømmer
- Jaap Eden, forhenværende skøjteløber
- Laurens ten Dam, cykelrytter

### Andet
- Abel Tasman, opdagelsesrejsende
- Wiebbe Hayes, soldat og nationalhelt i 1600-tallet
- Lenie 't Hart, dyrerettighedsaktivist
- Aletta Jacobs, første kvindelige læge i Nederlandene
- Wubbu Ockels, astronaut
- Ad van Luyn, forhenværende romersk-katolsk biskop af Rotterdam
- Emo af Frisland